# ناثان بيدفورد فورست
ناثان بيدفورد فورست (بالإنجليزية: Nathan Bedford Forrest) (و. 1821 – 1877 م) هو عسكري، وسياسي أمريكي، ولد في تشابل هيل، كان عضوًا في الحزب الديمقراطي الأمريكي، ومؤسس كو كلوكس كلان، ويحمل رتبة عسكرية فريق، توفي في ممفيس، تينيسي، عن عمر يناهز 56 عاماً، بسبب السكري.

## مناصب
تولى منصب Grand Wizard ‏.

## روابط خارجية
- ناثان بيدفورد فورست على موقع الموسوعة البريطانية (الإنجليزية)
- ناثان بيدفورد فورست على موقع إن إن دي بي (الإنجليزية)